# Ошарово (Эвенкийский район)
Ошарово — посёлок в Эвенкийском районе Красноярского края.
Образует сельское поселение посёлок Ошарово как единственный населённый пункт в его составе.

## География
Расположен на левом берегу реки Подкаменная Тунгуска.

## История
В 1937 году фактория Бачинская переименована в Сталино. В 1962 году, учитывая пожелания жителей, фактория Сталино Байкитского района переименована в Ошарово, а Сталинский сельский Совет депутатов трудящихся — в Ошаровский сельский Совет депутатов трудящихся.
До 2002 года согласно Закону об административно-территориальном устройстве Эвенкийского автономного округа — село.
До 2017 года в состав сельского поселения входил также посёлок Таимба.

## Население
| 2010 | 2012 | 2013 | 2014 | 2015 | 2017 | 2018 |
| ---- | ---- | ---- | ---- | ---- | ---- | ---- |
| 112  | ↘99  | →99  | →99  | ↘96  | ↘93  | ↘89  |
| 2019 | 2020 | 2021 |      |      |      |      |
| ↘86  | ↗90  | ↘69  |      |      |      |      |

## Местное самоуправление
Глава муниципального образования
- Ворончихина Нина Николаевна. Дата избрания: 03.04.2009. Дата переизбрания: 06.04.2022. Срок полномочий: 4 года